# كريستوف سوغلو
كريستوف سوغلو (بالفرنسية: Christophe Soglo) (و. 1909 – 1983 م) هو سياسي من بنين ولد في أبومية.